# Vremja žatvy
Vremja žatvy (in russo Время жатвы?) è un film del 2004 diretto da Marina Razbežkina.

## Distribuzione
Proiettato in Russia il 26 giugno 2024 al Moskow Film Festival con il titolo in russo Время жатвы?, Vremja žatvy, è proiettato inoltre in Repubblica Ceca al Karlovy Vary International Film Festival
il 6 luglio dello stesso anno; negli Stati Uniti al Telluride Film Festival il 4 settembre successivo, con il titolo internazionalmente adottato in lingua inglese Harvest Time (lett. "Il tempo del raccolto").

## Riconoscimenti
- Chicago International Film Festival
  - 2004 - Miglior film a Marina Razbezhkina
- European Film Awards
  - 2004 - Candidatura al European Discovery a Marina Razbezhkina
- Moskow International Film Festival
  - 2004 - Premio FIPRESCI a Marina Razbezhkina
  - 2004 - Menzione speciale a Marina Razbezhkina
  - 2004 - Candidatura al Golden St. George a Marina Razbezhkina